# Diocese de Itumbiara

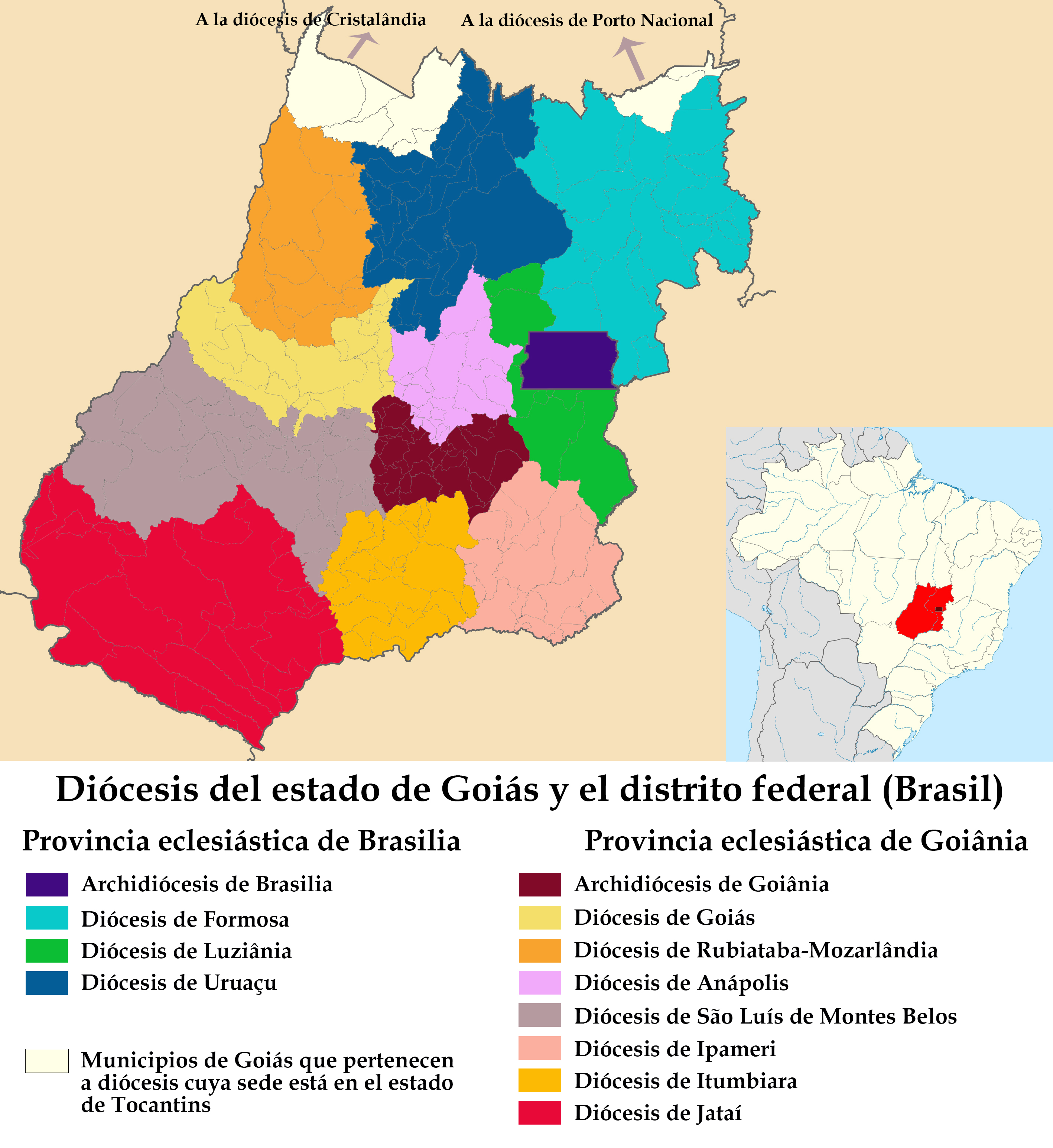
Províncias eclesiásticas da regional CNBB Centro-Oeste.

A Diocese de Itumbiara (Dioecesis Itumbiarensis), é uma circunscrição eclesiástica da Igreja Católica Apostólica Romana, criada no dia 11 de outubro de 1966 através da bula De animorum utilitate, do Papa Paulo VI. Em 13 de julho de 2023, o Papa Francisco nomeou D. José Aparecido Gonçalves de Almeida como novo bispo da Diocese de Itumbiara.

## Administração
A Diocese de Itumbiara tem como sede a Catedral Santa Rita de Cássia, e administra 22 paróquias. Sua população batizada é 230 mil, dispersa em uma área de 21.871 Km².
Cidades que pertencem à Diocese de Itumbiara:
- Itumbiara (sede)
- Morrinhos
- Bom Jesus
- Pontalina
- Piracanjuba
- Água Limpa
- Goiatuba
- Edéia
- Panamá
- Cachoeira Dourada
- Joviânia
- Vicentinópolis
- Cromínia
- Inaciolândia
- Buriti Alegre
- Professor Jamil
- Porteirão

## Bispos
Desde a sua criação, sucederam-se sete bispos:
|        | Nome                                | Período   | Notas                                   |
| Bispos | Bispos                              | Bispos    | Bispos                                  |
| ------ | ----------------------------------- | --------- | --------------------------------------- |
| 8º     | José Aparecido Gonçalves de Almeida | 2023-     | Atual                                   |
| 7º     | Antônio Fernando Brochini, C.S.S.   | 2014-2023 |                                         |
| 6º     | Antônio Lino                        | 1999-2013 | Faleceu no cargo                        |
| 5º     | Celso Pereira de Almeida, O.P       | 1995-1998 |                                         |
| 4º     | José Carlos Castanho de Almeida     | 1987-1994 | Nomeado Bispo de Araçatuba.             |
| 3º     | José Belvino do Nascimento          | 1981-1987 | Nomeado Bispo coadjutor Patos de Minas. |
| 2º     | José de Lima                        | 1973-1981 | Nomeado Bispo de Sete Lagoas.           |
| 1º     | José Francisco Versiani Velloso     | 1966-1972 |                                         |

## Brasão
Em 2015, preparando para a comemoração dos 50 anos de criação da Diocese (a serem celebrados em 2016), a Diocese de Itumbiara apresentou seu brasão:

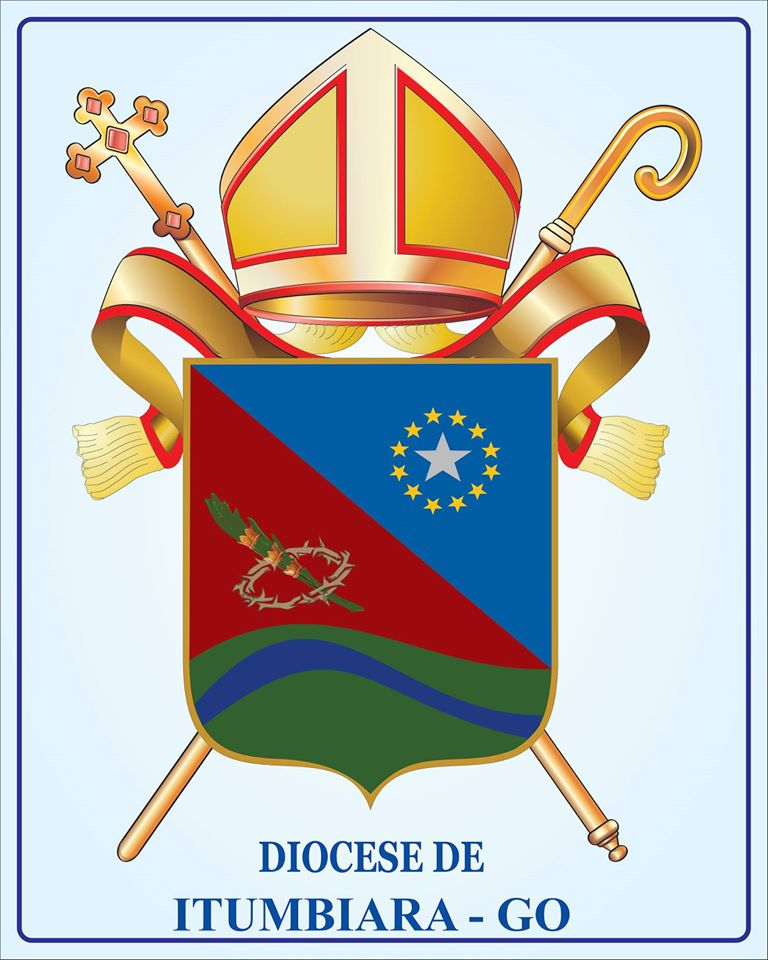
Brasão da Diocese de Itumbiara, adotado em 2015.